# Bassel Khartabil
Bassel Khartabil (in arabo باسل خرطبيل‎?, noto anche come Bassel Safadi, in arabo باسل صفدي‎?,; Damasco, 22 maggio 1981 – Damasco, 3 ottobre 2015 circa) è stato un informatico e attivista siriano di origini arabo-palestinesi, noto come sviluppatore di software open source. Dal 15 marzo 2012, primo anniversario della guerra civile siriana, è stato incarcerato a Damasco dal governo siriano, e sarebbe morto nel 2015, durante la detenzione, ma la notizia è stata diffusa soltanto nel 2017.

## Biografia
Nato e cresciuto in Siria, Bassel Khartabil si è specializzato nello sviluppo di software open source. È stato chief technology officer (CTO) e cofondatore della società di ricerca collaborativa Aiki Lab ed è stato CTO di Al-Aous, un istituto di ricerca ed editoria nel campo della arti e dell'archeologia in Siria. Ha lavorato come primo progettista e affiliato di Creative Commons Siria, contribuendo a Mozilla Firefox, Wikipedia, Open Clip Art Library, Fabricatorz e Sharism.
Tra i suoi lavori vi è la ricostruzione realistica con immagini 3D dell'antica città di Palmira, la visualizzazione in tempo reale, e lo sviluppo, con Fabricatorz, della piattaforma di programmazione Aiki Framework. Dal suo lavoro su Palmira è stato sviluppato #newpalmyra, un progetto di rendering tridimensionale delle colonne della città distrutta.
Fonti vicine agli attivisti hanno rivelato che Khartabil fu arrestato il 15 marzo 2012, nel corso di una retata nel distretto Mezzeh di Damasco, proprio nel giorno in cui ricorreva il primo anniversario della rivolta siriana, durante il quale manifestanti pro e contro il governo manifestavano nella capitale e in altri luoghi del paese. Quando, nel mese di luglio 2012, la notizia della sua detenzione iniziò a diffondersi, fu lanciata una campagna globale dal nome #FREEBASSEL per chiederne l'immediata liberazione. Secondo gli organizzatori della campagna, l'uomo sarebbe stato recluso nella capitale, nel braccio di sicurezza del quartiere Kfar Sousa.
La detenzione, tra le altre cose, impedì l'imminente matrimonio con l'avvocatessa siriana Noura Ghazi, la cui celebrazione era prevista per il mese di aprile 2012.
Khartabil è stato inserito al 19º posto della lista dei Top Global Thinkers per l'anno 2012 (insieme a Rima Dali, volontaria della Mezzaluna Rossa araba, e davanti al presidente della Banca centrale europea Mario Draghi), stilata dalla rivista Foreign Policy, per la sua "ostinazione, contro ogni evidenza, per una rivoluzione siriana con mezzi pacifici".
Dopo l'arresto nel 2012, era dato per disperso dal 2015, quando era avvenuto il suo trasferimento dalla prigione di Adra a un luogo di detenzione sconosciuto. Secondo l'annuncio divulgato nel 2017 dalla fidanzata Noura Ghazi, Bassel Khartabil sarebbe stato sottoposto a torture da parte dei servizi segreti e poi giustiziato pochi giorni dopo il trasferimento.
Il Rapporto 2017 - 2018 di Amnesty International che analizza "La situazione dei diritti umani nel mondo" dedica ai diritti umani violati dalla Repubblica Araba di Siria le pagine da 589 a 594. A pagina 594 del paragrafo Esecuzioni Extragiudiziali, denuncia:
(Amnesty International - Rapporto 2017-2018)